# 5 STARS
『5 STARS』（ファイブ スターズ）は、A.B.C-Zの初のEP。2023年11月29日にポニー・キャニオンから発売。

## 解説
A.B.C-Zの代表曲を作り上げた作家陣と新たに作り上げた1枚として発売され、草野華余子、「Black Sugar」を手掛けた堂島孝平、「サポーターズ！」の西寺郷太、「Moonlight walker」の編曲を担当した船山基紀、最新シングル「#IMA」の大黒摩季、2021年発表の「灯」などを手掛けたLEGO BIG MORL、代表曲の1つである「Vanilla」を提供した井手コウジらが集結した。
2023年12月21日をもって河合がグループから脱退したため、5人体制としては最後の作品となった。
プロモーション
X（旧Twitter）のアカウント・A.B.C-Z【Z PROJECT】のヘッダーを利用したカウントダウンが行われており、メンバーの塚田僚一がグループの公式アカウントで言及した後に、2023年10月17日放送のA.B.C-Zのレギュラーラジオ『STUDY!ぼくたちとみんなのラジオ』で本作のリリースが発表された。ラジオでは収録曲の「JODEKI!」が初解禁され、ラジオ終わりの同日22時にはアートワークも解禁されている。20日にはメンバーの橋本良亮がゲストMCを務めるラジオ『花ラジちば』で「JODEKI!」が1ハーフでOAされた。
10月19日にはTikTokにジャケット撮影の裏側を撮った動画が公開され、20日にはYouTubeに「JODEKI!」のティザー映像が公開、11月13日20時にYouTubeに「JODEKI!」のMVが公開された。
20日放送の『CDTVライブ!ライブ!』でデビュー曲「Za ABC〜5stars〜」とともに「JODEKI!」をテレビ初披露し、それぞれフルサイズでパフォーマンスする。
アートワーク
初回限定盤Aのアルバムジャケットは、スタイリッシュな黒の衣装を纏った5人のバックにA.B.C-Zを象徴する映像を投影したLEDビジョンで近未来感を演出。初回限定盤BはAのデザインとは逆のアナログ感あふれるテイストに仕上がっており、通常盤にはメンバー5人のピースサインによる星マークの写真が使用されている。
リリース
初回限定盤A（CD+DVD）（PCCA-06256）、初回限定盤B（CD+DVD）（PCCA-06257）、通常盤（CDのみ）（PCCA-06258）の3形態でリリース。
初回限定盤AのDVDには「JODEKI!」のミュージックビデオとダンスクリップ、ジャケットやMV撮影のメイキング映像、「オリジナルストーリー」のミュージックビデオなどを収録。初回限定盤BのDVDには、同年9月に東京・有明アリーナで行われ、初めてのフェス参戦となった『STARLIGHT TOKYO 2023』よりA.B.C-Zのパフォーマンス・パートが完全収録される。
2025年2月1日にデビュー13周年を記念し、A.B.C-Zが全アルバムをサブスク解禁。本作も配信リリースが開始された。

## 収録内容

### CD
※は通常盤のみ収録。シングル曲の詳細はそのページを参照。
1. BRAND NEW LEGEND
作詞・作曲：草野華余子、編曲：CHOKKAKU
  - 眩い星が照らす伝説の幕開けを歌った[23]、疾走感のあるロックナンバー[5]。
2. OVERHEAT
作詞・作曲：堂島孝平、編曲：炭竃智弘 ・堂島孝平
3. JODEKI!
作詞：西寺郷太、作曲：西寺郷太・大樋ゆう大、編曲：船山基紀・西寺郷太・大樋ゆう大
  - 西寺がA.B.C-Zに提供した楽曲の中で、初めてMVが制作された[24]。
  - チバテレ『ちば朝ライブ モーニングこんぱす』2023年12月度エンディングテーマ[25]、NHK-FM〔NHK千葉放送局〕『花ラジちば』2025年度交通情報BGM[26]に起用された。
4. #IMA
  - 13thシングル
5. Graceful Runner
  - 12thシングル
6. オリジナルストーリー
作詞：大黒摩季、作曲：大黒摩季・徳永暁人、編曲：徳永暁人
  - レコーディングにはギター：坂崎幸之助（THE ALFEE）、 ベース：徳永暁人、ピアノ：ハラミちゃん、ドラム：浜﨑大地が参加している[7]。
  - デジタルEP『from Z to ABC-Ⅰ-』には新体制での再録バージョンが収録されている[27]。
7. Carry on Carry on ※
作詞：タナカヒロキ（LEGO BIG MORL）、作曲：カナタタケヒロ・ヤマモトシンタロウ（LEGO BIG MORL）、編曲：生田真心
8. fragrance ※
作詞・作曲・編曲：井手コウジ
  - デジタルEP『from Z to ABC-Ⅰ-』には新体制での再録バージョンが収録されている[27]。

### DVD

#### 初回限定盤A
1. 「JODEKI!」Music Clip
2. 「JODEKI!」Dance Clip
3. 「Making of Jacket & Music Clip Shooting」
4. 「オリジナルストーリー」Music Clip

#### 初回限定盤B
- STARLIGHT TOKYO 2023 Powered by NTT DOCOMO Studio & Live[注 1]

1. Za ABC〜5stars〜
2. 頑張れ、友よ!
3. Summer上々!!
4. Vanilla
5. Black Sugar
6. DAN DAN Dance!!
7. テレパシーOne! Two! × Fantastic Ride
8. Reboot!!!
9. FORTUNE

## 特典
予約購入先着特典
- 5連ポストカードセット（初回限定盤A）
- チェキ風カード5種セット（初回限定盤B）
- クリアシート5種セット（通常盤）

3形態同時予約購入特典
- 「5 STARS」ジャケット絵柄缶バッジ（3種セット）